# Lucius Caecilius Metellus (Konsul 251 v. Chr.)
Lucius Caecilius Metellus († 221 v. Chr.) war im Jahr 251 und 247 v. Chr. Konsul der römischen Republik.
Lucius Caecilius Metellus besiegte als Konsul auf Sizilien den karthagischen Feldherrn Hasdrubal, der ihn in Panormus angegriffen hatte. Für seinen Sieg gegen die Karthager wurde er mit einem Triumphzug geehrt. Die bei seinem Sieg erbeuteten Elefanten ließ er 250 v. Chr. in Rom beim Triumphzug vorführen. Die Elefanten galten seitdem als Symbol der Meteller. Im Jahr 249 v. Chr. war er Magister equitum („Führer der Reiterei“) des Diktators Aulus Atilius Caiatinus. Im Jahr 247 v. Chr. war er erneut als Konsul in Sizilien tätig und belagerte Lilybaeum. 241 v. Chr. rettete er das Palladium aus dem Vesta-Tempel und erblindete angeblich dabei. 224 v. Chr. hielt Lucius Caecilius Metellus als Diktator die Wahlen ab (dictator comitiorum habendorum causa). Er war Pontifex und von 243 v. Chr. bis zu seinem Tod im Jahr 221 Pontifex Maximus.